# تلماکو بوربا
تلماکو بوربا (به پرتغالی: Telêmaco Borba) یک منطقهٔ مسکونی در برزیل است که در پارانا واقع شده‌است. تلماکو بوربا ۷۸٬۹۷۴ نفر جمعیت دارد.